# Can Maspoc
Can Maspoc és una casa al núm. 1 del carrer d'Albons, al nucli urbà de la població de Viladamat (Alt Empordà), a la banda sud del terme, relativament propera al nucli antic del poble i catalogada a l'Inventari del Patrimoni Arquitectònic de Catalunya. Edifici aïllat de planta rectangular, format per dos cossos adossats, que presenta la coberta de dues vessants de teula i està distribuït en planta baixa i pis. La construcció està arrebossada i emblanquinada. Té un pati a la part posterior. La façana principal, orientada a migdia, presenta un gran portal d'accés d'arc rebaixat bastit amb maons i, als costats, dues finestres rectangulars amb l'emmarcament motllurat i guardapols superior. Al pis hi ha un gran balcó corregut amb la llosana motllurada i tres grans finestrals rectangulars de la mateixa tipologia que les finestres de la planta baixa. Damunt de cada finestral hi ha un forat de ventilació circular. La façana està rematada amb un voladís sostingut per grups de mènsules motllurades. L'edifici presenta un cos allargat d'una sola planta, adossat a la façana sud-est. Presenta un portal d'arc rebaixat de les mateixes característiques que el principal, i està cobert amb una terrassa amb sortida des del pis de la casa. La terrassa està delimitada per una barana d'obra decorada amb motius vegetals.